# Mezzo di Pasta

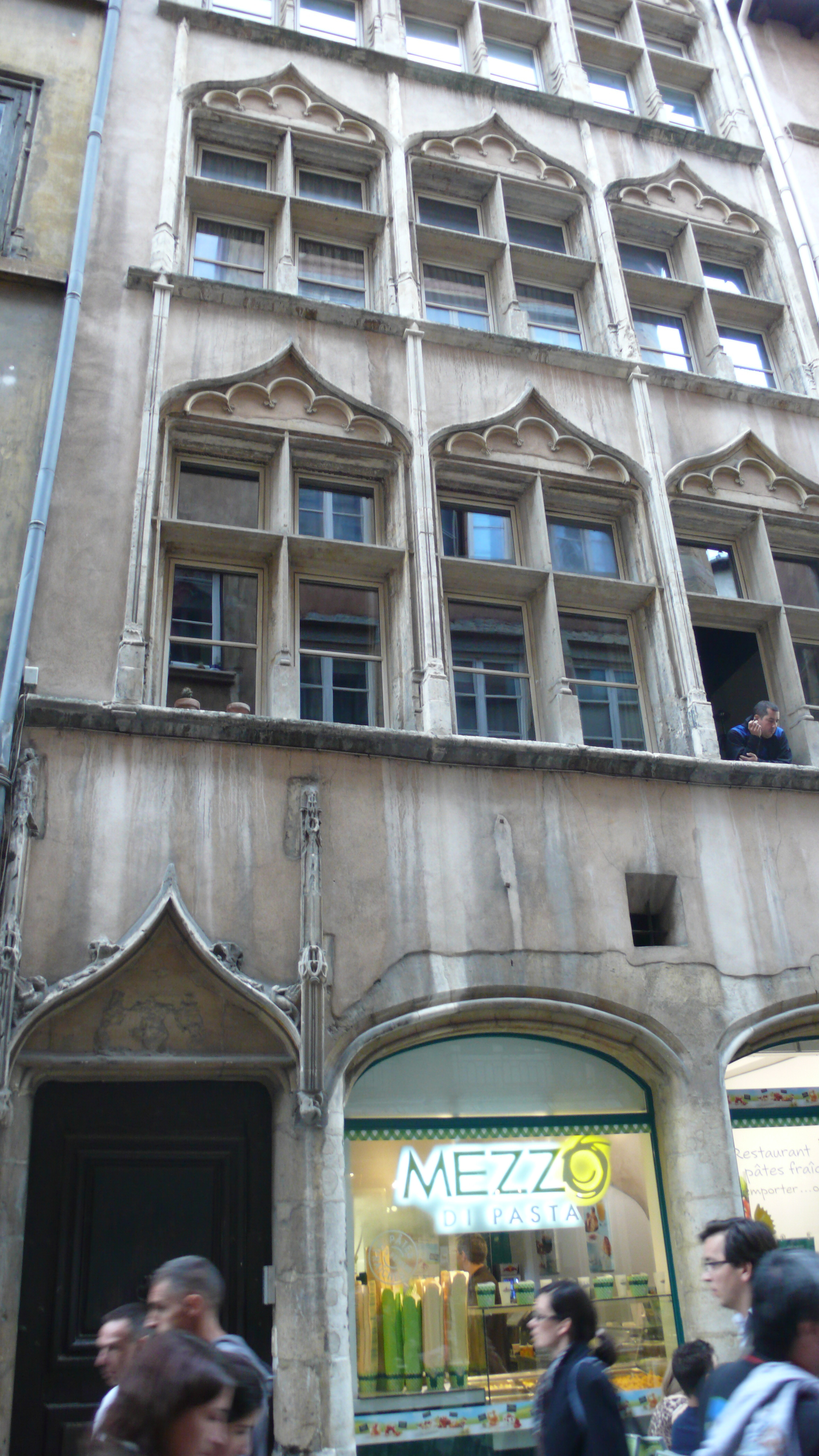
Un restaurant à Lyon

Mezzo di Pasta est une chaîne française de restauration rapide, proposant des pâtes fraîches[réf. nécessaire], soupes et desserts à emporter ou à consommer sur place.
Elle est exploitée par la société Mania.

## Historique
La chaine a été créée en 2002.
Elle a lancé ses premières franchises en 2004.
Fin décembre 2010, elle comptait 120 restaurants en France.
Elle commence à se développer à l'international, en Belgique et au Moyen-Orient.
En juillet 2013, l'enseigne est mise en redressement judiciaire et ferme une dizaine de magasins.
Le 31 mars 2014 la société Groupe Mezzo di Pasta est mise en liquidation judiciaire. Les actifs sont repris par la société Mania créée par les actionnaires de Speed Rabbit Pizza.